# Байбузівська сільська рада (Черкаський район)
Байбузівська сільська рада — адміністративно-територіальна одиниця та орган місцевого самоврядування в Черкаському районі Черкаської області. Адміністративний центр — село Байбузи.

## Загальні відомості
- Населення ради: 1 845 осіб (станом на 2001 рік)

## Населені пункти
Сільській раді підпорядковані населені пункти:
| № | Населений пункт | Статус | Площа, км² | Засновано / перша згадка | Населення, осіб (2001) | Населення, осіб (2015) |
| - | --------------- | ------ | ---------- | ------------------------ | ---------------------- | ---------------------- |
| 1 | Байбузи         | село   | 4,57       | 16 ст.                   | 1 765                  | 1 505                  |
| 2 | Закревки        | селище | 0,22       | -                        | 80                     | 60                     |

## Склад ради
Рада складається з 16 депутатів та голови.
- Голова ради: Шульга Петро Григорович

### Керівний склад попередніх скликань
| Прізвище, ім'я, по батькові  | Основні відомості                                                 | Дата обрання | Дата звільнення |
| ---------------------------- | ----------------------------------------------------------------- | ------------ | --------------- |
| Чепурний Володимир Дмитрович | Сільський голова, 1951 року народження, безпартійний              | 26.03.2006   | 31.10.2010      |
| Шульга Петро Григорович      | Сільський голова, 1952 року народження, освіта вища, безпартійний | 31.10.2010   |                 |

Примітка: таблиця складена за даними сайту Верховної Ради України

### Депутати
За результатами місцевих виборів 2010 року депутатами ради стали:

#### За суб'єктами висування
| Суб'єкт висування | Кількість обраних депутатів | %    |
| ----------------- | --------------------------- | ---- |
| Партія регіонів   | 10                          | 62,5 |
| Самовисування     | 5                           | 31,3 |
| Єдиний Центр      | 1                           | 6,3  |

#### За округами
| № округу        | Прізвище, ім'я, по батькові    | Дата визнання обраним | Освіта             | Партійна приналежність | Відомості про обраного депутата                                       |
| --------------- | ------------------------------ | --------------------- | ------------------ | ---------------------- | --------------------------------------------------------------------- |
| Єдиний Центр    |                                |                       |                    |                        |                                                                       |
| 14              | Пилипенко Вадим Миколайович    | 04.11.2010            | середня спеціальна | член Єдиного Центру    | Черкаський РЕМ, контролер                                             |
| Партія регіонів |                                |                       |                    |                        |                                                                       |
| 2               | Плинько Олексій Васильович     | 04.11.2010            | середня спеціальна | член Партії регіонів   | СТОВ «Іскра», бригадир тракторної бригади                             |
| 3               | Настиченко Катерина Миколаївна | 04.11.2010            | вища               | член Партії регіонів   | Байбузівська сільська рада, касир, інспектор військо-облікового столу |
| 5               | Небилиця Ганна Василівна       | 04.11.2010            | вища               | член Партії регіонів   | Байбузівська сільська рада, спеціаліст                                |
| 6               | Настенко Олександр Васильович  | 04.11.2010            | вища               | член Партії регіонів   | Мошнівське лісництво, майстер лісу                                    |
| 7               | Довгий Віктор Григорович       | 04.11.2010            | вища               | член Партії регіонів   | Мошнівська РЛ, зубний технік                                          |
| 9               | Довга Ольга Миколаївна         | 04.11.2010            | вища               | член Партії регіонів   | Байбузівська сільська бібліотека, бібліотекар                         |
| 10              | Завалій Микола Іванович        | 04.11.2010            | вища               | член Партії регіонів   | СТОВ «Іскра», головний бухгалтер                                      |
| 11              | Довга Катерина Василівна       | 04.11.2010            | середня спеціальна | член Партії регіонів   | Байбузівська сільська рада, землевпорядник                            |
| 13              | Тогобіцький Ігор Петрович      | 04.11.2010            | вища               | член Партії регіонів   | СТОВ «Іскра», інженер по ремонту сільськогосподарської техніки        |
| 15              | Настиченко Андрій Олексійович  | 04.11.2010            | вища               | член Партії регіонів   | СТОВ «Іскра», заступник генерального директора                        |
| Самовисування   |                                |                       |                    |                        |                                                                       |
| 1               | Немеш Катерина Кіндратівна     | 04.11.2010            | вища               | член Партії регіонів   | Дитячий навчальний заклад «Веселка», вихователь                       |
| 4               | Матвієнко Катерина Олексіївна  | 04.11.2010            | вища               | член Партії регіонів   | Байбузівська загальноосвітня школа, бібліотекар                       |
| 8               | Шульга Микола Петрович         | 04.11.2010            | вища               | позапартійний          | Байбузівська амбулаторія, фельдшер                                    |
| 12              | Жила Валентина Олександрівна   | 04.11.2010            | середня спеціальна | позапартійна           | СТОВ «Іскра», лаборант-обліковець                                     |
| 16              | Щериля Людмила Олександрівна   | 04.11.2010            | вища               | член Партії регіонів   | Байбузівська амбулаторія, медсестра                                   |